# Give Me All You Got
Give Me All You Got är ett studioalbum av den mexikan-amerikanska singer-songwriter Carrie Rodriguez.
Albumet spelades in i Fantasy Studios, Berkeley, Kalifornien, USA.

## Låtlista
| Nr  | Titel                           | Längd |
| --- | ------------------------------- | ----- |
| 1.  | Devil In Mind                   | 3:59  |
| 2.  | Sad Joy                         | 3:06  |
| 3.  | I Cry For Love                  | 3:39  |
| 4.  | Lake Harriet                    | 3:10  |
| 5.  | Get Back in Love                | 4:43  |
| 6.  | Tragic                          | 3:29  |
| 7.  | Cut Me Now                      | 4:44  |
| 8.  | Whiskey Runs Thicker Than Blood | 4:00  |
| 9.  | Devil In Mind (Instrumental)    | 3:05  |
| 10. | Brooklyn                        | 3:06  |
| 11. | I Don't Mind Waiting            | 4:01  |